# Clan na Gael
Clan na Gael (ortografia irlandesa moderna: Clann na nGael, IPA: [ˈklˠaːn̪ˠ n̪ˠə ˈŋeːl̪ˠ]; "família dels gaels") va ser una organització republicana irlandesa als Estats Units a finals dels segles XIX i XX, successora de la Germandat Feniana i una organització germana de la Germandat Republicana Irlandesa.